# Шмелёв, Александр Андреевич (георгиевский кавалер)
Александр Андреевич Шмелёв (1869—неизвестно) — русский военный деятель, полковник (1915). Герой Первой мировой войны.

## Биография
После получения военного образования в кадетском корпусе поступил в Александровское военное училище, по окончании которого в 1889 году был произведён в подпоручики и выпущен во 2-ю артиллерийскую бригаду. В 1893 году произведён в поручики, в 1897 году в штабс-капитаны, в 1901 году  в капитаны. В 1908 году произведён в подполковники с назначением командиром 5-й батареи 4-й Сибирской стрелковой артиллерийской бригады.
С 1914 года участник Первой мировой войны во главе 5-й  батареи в составе 4-й Сибирской стрелковой артиллерийской бригады. В 1915 году произведён в полковники с назначением командиром 4-го Сибирского горного артиллерийского дивизиона в составе Юго-Западного фронта.  

Высочайшим приказом от 11 марта 1915 года за храбрость награждён Георгиевским оружием: 
За то, что в бою у деревни Воля-Цесарская 14 октября 1914 года, когда наша пехота, неожиданно обстрелянная неприятельской артиллерией пришла в замешательство, быстрым выездом на позицию, под сильным огнём неприятельской артиллерии, и открытием меткого огня дал возможность пехоте продвинуться вперед и занять позицию

Высочайшим приказом от 9 июня 1915 года  за храбрость был награждён орденом Святого Георгия 4-й степени: 
За то, что в боях 5 ноября 1914 года у д. Бочиня, командуя группой 4-х батарей, искусно руководя огнём, заставил замолчать пять неприятельских батарей и, находясь под сильным огнём тяжёлой неприятельской батареи, спокойно продолжал управлять батареями, чем задержал наступление противника до пяти часов вечера. Оставшись без прикрытия, в течение часа огнём своих батарей, прикрывал отход отряда, чем не дал возможности противнику окружить отряд. В бою 7 ноября 1914 года у д. Ржгова, командуя группой четырёх батарей, под огнём тяжёлой и лёгкой артиллерии противника, умело и спокойно управлял огнём батарей, заставляя замолчать 5 неприятельских лёгких батарей. Затем под натиском превосходных сил противника, когда было приказано отходить, своим огнём задерживал наступающего по фронту и охватывающего с флангов противника, чем дал полную возможность отойти отряду к гор. Лодзи. Будучи ранен в голову в тот же день, остался в строю. В бою 9 ноября 1914 года при подготовке атаки высот у д. Юзефов-Хойны, находясь под сильным артиллерийским огнём, метким огнём своей батареи, ослабил артиллерийский и пулемётный огонь противника настолько, что пехота овладела укреплённой позицией у д. Юзефов-Хойны

## Награды
- Орден Святого Станислава 2-й степени (ВП 1907)
- Орден Святой Анны 2-й степени (ВП 1910)
- Георгиевское оружие (ВП 11.03.1915)
- Орден Святого Владимира 4-й степени с мечами и бантом (ВП 27.04.1915)
- Орден Святого Георгия 4-й степени (ВП 9.06.1915)
- Орден Святого Владимира 3-й степени с мечами (ВП 11.06.1915)
- Высочайшее благоволение (ВП 28.11.1916)